# Via Militaris

Severní Balkán v pozdní antice (6. století).

Via Militaris nebo také Via Diagonalis byla římská cesta začínající v Singidunu (dnešní Bělehrad) částečně kopírující tok Dunaje do Viminacia, míjející Naissus (Niš), Serdicu (Sofie), Philippopolis (Plovdiv), Adrianopolis (Edirne ve východní Thrákii) a končící v Konstantinopoli (Istanbul). Pomocí několika dalších cest byla napojena na Via Egnatia.
Zbudována byla v 1. století n. l. Její celková délka dosahovala 924 kilometrů.
Během prvních výpadů osmanských Turků do Evropy, byl sledován průběh právě antické Via Militaris.
V roce 2010 byly během stavby panevropského koridoru X u srbského města Dimitrovgrad odkryty relikty této komunikace. Osm metrů široká cesta byla vytvořena z velkých kamenných bloků a měla dva pruhy.

## Města na cestě

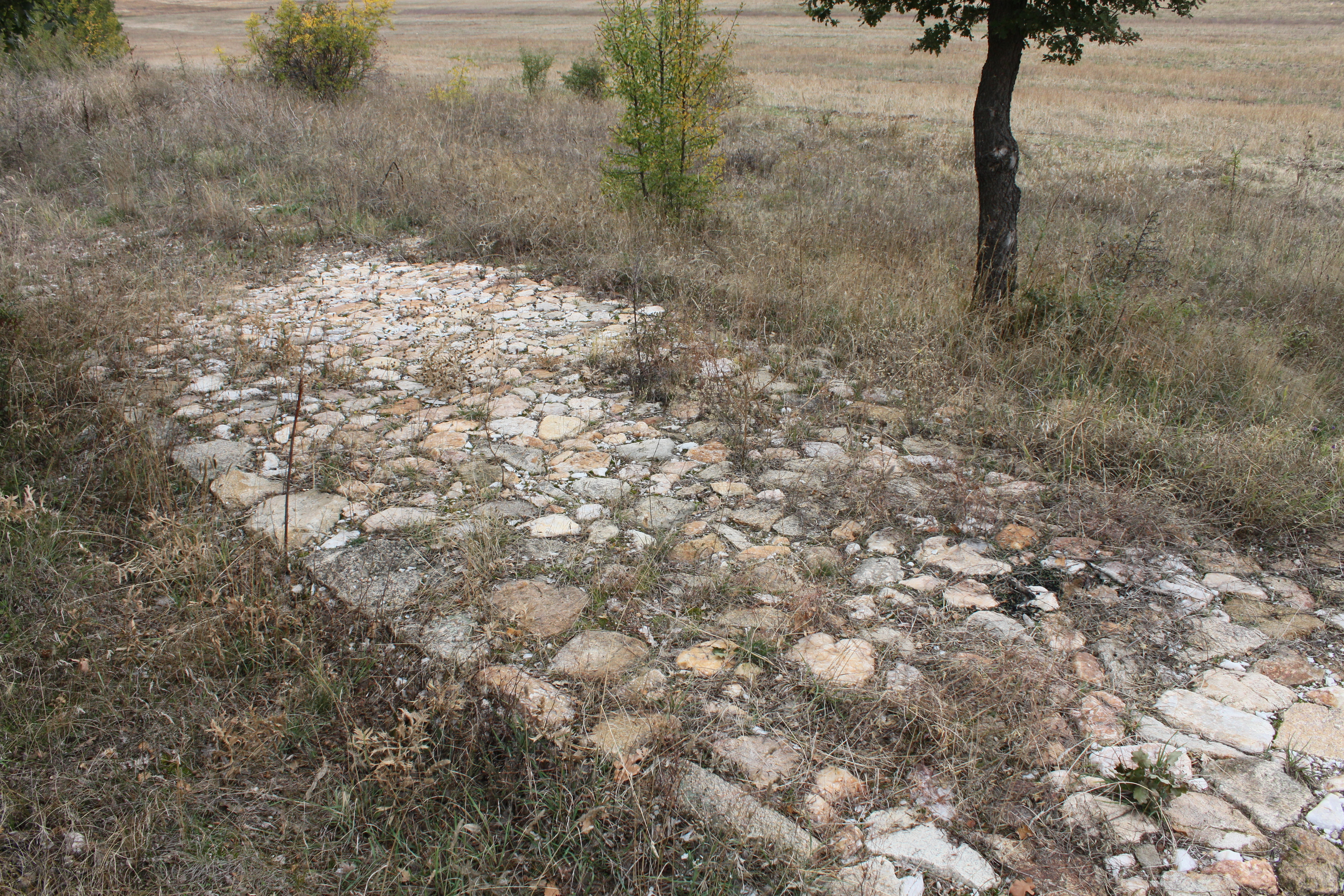
Relikty cesty u někdejšího tábora Castra rubra, v dnešním Bulharsku.

| Antické jméno | Současné jméno       |
| ------------- | -------------------- |
| Singidunum    | Bělehrad, Srbsko     |
| Gratiana      | Dobra, Srbsko        |
| Viminacium    | Kostolac, Srbsko     |
| Naissus       | Niš, Srbsko          |
| Remesiana     | Bela Palanka, Srbsko |
| Serdica       | Sofie, Bulharsko     |
| Philippopolis | Plovdiv, Bulharsko   |
| Hadrianopolis | Edirne, Turecko      |
| Arcadiopolis  | Lüleburgaz, Turecko  |
| Byzantium     | Istanbul, Turecko    |